# Rydzyna (wieś)
Rydzyna – wieś w Polsce, położona w województwie łódzkim, w powiecie łęczyckim, w gminie Świnice Warckie. Miejscowość wchodzi w skład sołectwa Parski. 
W latach 1975–1998 miejscowość należała administracyjnie do województwa konińskiego.